# Man of Miracles (Styx)
Man of Miracles, later omgedoopt tot Miracles, is het vierde studioalbum van Styx uit Chicago. De opnamen vonden plaats in Golden Voice Studio, South Pekin, Illinois. De mix vond plaats in de geluidsstudio waar Styx tot dan toe meestal zijn nummers opnam, de Paragon Recording Studios in Chicago. 
Het album verkocht niet veel beter dan zijn voorganger; het haalde de 154e plaats in de Billboard Album Top 200. RCA Victor, de baas van Wooden Nickel Records, zag geen noodzaak het album te promoten en er ontstond wrijving. Er dreigden allerlei processen te komen. Columbia Records, Warner Brothers Records en A&M Records dongen naar de band.

## Musici
- John Curulewski – gitaar, synthesizer, zang
- Dennis DeYoung– toetsinstrumenten, zang
- Chuck Panozzo – basgitaar
- John Panozzo – slagwerk, percussie, zang
- James Young – gitaar, zang

## Muziek
Van het album bestaan een drietal versies, hetgeen terug te brengen is op track 6, bij de eerste uitgave was dat Best thing (van Styx, bij een tweede Lies en bij de nieuwe persing in 1980 Unfinished song. Bij de 'Lies'-versie kreeg Curuleski als voornaam James mee.
| Nr. | Titel                                     | Duur |
| --- | ----------------------------------------- | ---- |
| 1.  | Rock & roll feeling (Young, Curulewski)   | 2:56 |
| 2.  | Havin’ a ball (Young, Curulewski)         | 3:50 |
| 3.  | Golden lark (DeYoung)                     | 3:22 |
| 4.  | A song for Suzanne (DeYoung)              | 5;16 |
| 5.  | A man like me (Young)                     | 2:47 |
| 6.  | Lies (Young, DeYoung)                     | 2:45 |
| 7.  | Evil eyes (DeYoung)                       | 4:05 |
| 8.  | Southern woman (Young, Raymond Brandle)   | 3:08 |
| 9.  | Christopher, Mr. Christopher (DeYoung)    | 3:58 |
| 10. | Man of Miracles (Young, Brandle, DeYoung) | 4:55 |

Suzanne was de toenmalige vrouw van DeYoung.